# Pierre Oguey
Pierre Oguey, né le 9 avril 1900 à Lausanne (originaire d'Ormont-Dessous) et mort le 20 mai 1982 dans la même ville, est une personnalité politique du canton de Vaud, en Suisse, membre du Parti radical-démocratique.

## Biographie
Pierre Oguey naît le 9 avril 1900 à Lausanne. Il est originaire d'Ormont-Dessous, dans le district vaudois d'Aigle. Fils d'un fonctionnaire vaudois, nommé Henri Oguey, et de Josephine Kiener, il est le petit-fils du conseiller national Henri Oguey.
Pierre Oguey obtient son diplôme d'ingénieur mécanicien à l'EPUL en 1922 et commence sa carrière dans le secteur privé. En 1930, il est nommé professeur à l'EPUL, poste qu'il conserve jusqu'en 1956. Il dirige en parallèle un bureau d'ingénieurs-conseils.
Il épouse en 1927 Gabrielle Jaccottet, avec qui il a des enfants.

## Parcours politique
Membre du Parti radical-démocratique (PRD) lausannois, Pierre Oguey entre au Grand Conseil du canton de Vaud en 1937. Il y reste jusqu'en 1948, année de son élection au Conseil d'État vaudois.
Au gouvernement vaudois, qu'il préside en 1952, 1957 et 1962, il est responsable du département de l'instruction publique et des cultes jusqu'en 1966. Il contribue à ce titre à la fusion des Églises nationale et libre et à la création du site de l'Université de Lausanne à Dorigny.

### Autres mandats
Pierre Oguey est président de la Compagnie vaudoise d'électricité, de 1966 à 1974, administrateur d'Énergie de l'Ouest-Suisse (EOS) de 1968 à 1975 et administrateur de la Banque cantonale vaudoise.